# Rebergues
 Rebergues  es una población y comuna francesa, situada en la región de Norte-Paso de Calais, departamento de Paso de Calais, en el distrito de Saint-Omer y cantón de Ardres.

## Demografía
| 141 | 153 | 134 | 136 | 147 | 156 |
| Para los censos de 1962 a 1999 la población legal corresponde a la población sin duplicidades (Fuente: INSEE [Consultar]) |     |     |     |     |     |